# Gazzetta di Bologna
Gazzetta di Bologna è il nome di due periodici (riviste o quotidiani), apparsi nella città emiliana in epoche diverse della sua storia.

## Gazzetta di Bologna (1788-1808)
Denominazioni della testata
Gazzetta di Bologna (1788-1796)

Gazzetta di Bologna (1797-1800)

L'imparziale bolognese (1800)

Gazzetta nazionale di Bologna (1800-1804)

Gazzetta di Bologna (1805-08)

La Gazzetta di Bologna (1788-1808) - settimanale, stampato nella tipografia di Giovanni Battista Sassi. Sotto il governo pontificio opera praticamente in regime di monopolio fino al 1796. Durante il primo periodo napoleonico (1796-99), invece deve affrontare la concorrenza di altri giornali.
Con il ripristino del potere temporale della Chiesa (1799) tutti i giornali giacobini scompaiono. L'unico giornale a sopravvivere è la Gazzetta di Bologna, in quanto ha saputo mantenere una posizione equidistante. Il giornale prosegue le pubblicazioni, sempre mantenendo la cadenza settimanale.
Nel 1808 l'esercito francese sconfigge quello austriaco e riprende il dominio su Bologna. La Gazzetta chiude il 30 dicembre di quell'anno.
Durante il Regno Italico i giornali ufficiali del periodo napoleonico sono:
- (1807-1811) Il redattore del Reno, bisettimanale, che nel 1809 assorbe la Gazzetta di Bologna;
- (1812-15), il Giornale del Dipartimento del Reno, anch'esso bisettimanale.

## Gazzetta di Bologna (1815-1859)
Denominazioni della testata
Gazzetta di Bologna
(1815 - febbraio 1831)

Monitore bolognese
(febbraio-marzo 1831)

Gazzetta di Bologna
(marzo 1831 – gennaio 33)

Gazzetta privilegiata di Bologna
(gennaio 1833 – febbraio 48)

Gazzetta di Bologna
(febbraio 1848 – 12 giugno 1859)

La Gazzetta di Bologna (1815-1859) - settimanale fino al 1848, poi quotidiano. È realizzata fino al 1833 nella Stamperia camerale, poi nella tipografia governativa «Della Volpe».

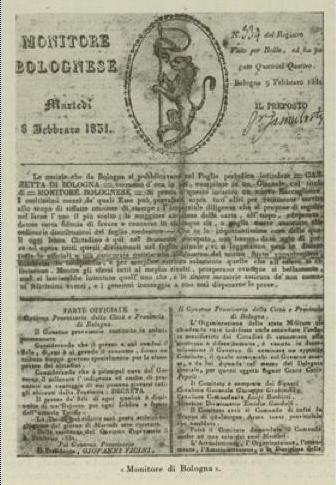
Prima pagina del «Monitore Bolognese» dell'8 febbraio 1831.

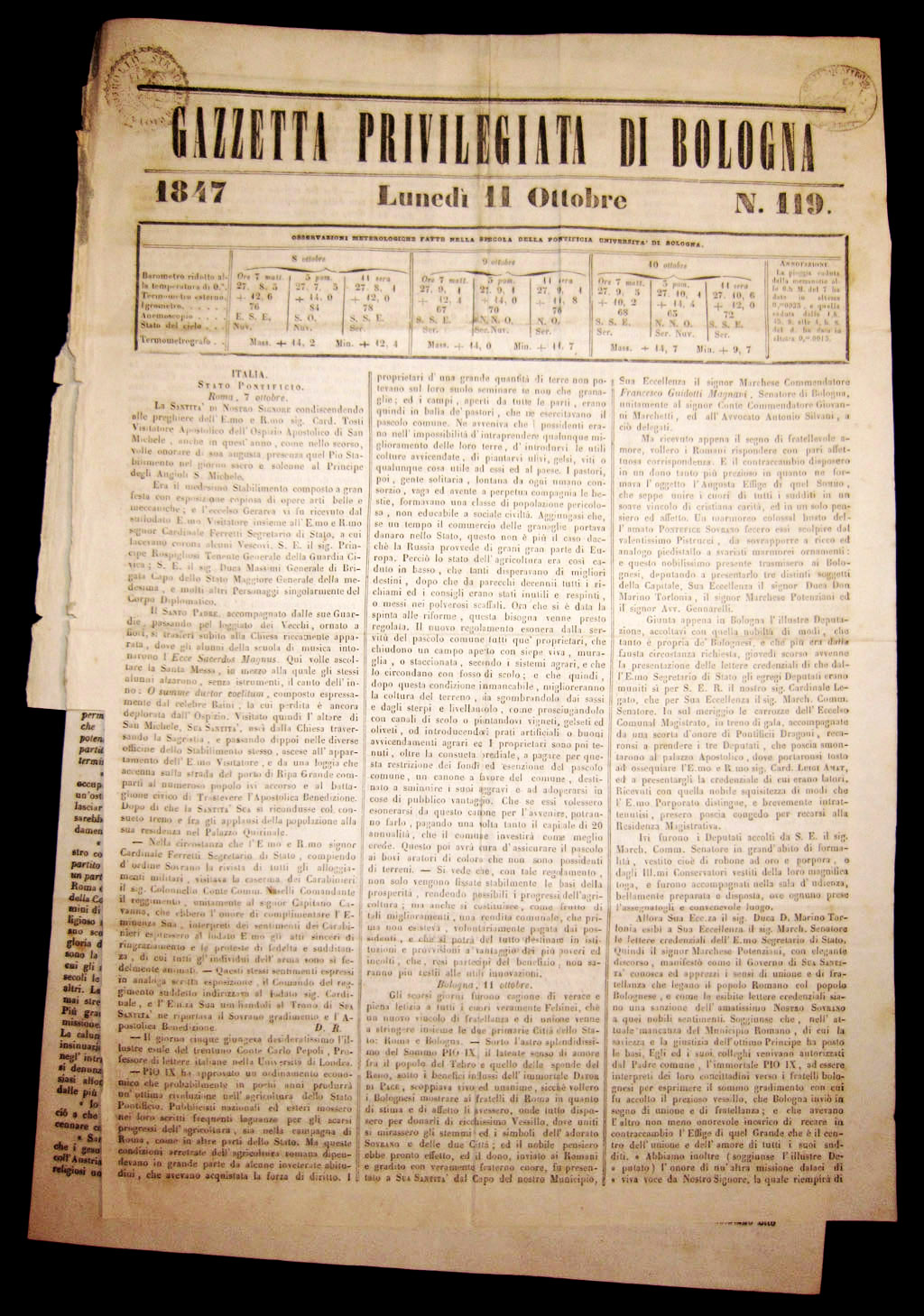
Prima pagina della «Gazzetta Privilegiata di Bologna» dell'11 ottobre 1847.

Il 18 giugno 1815 Napoleone è sconfitto a Waterloo. Il 18 luglio rientra nei suoi poteri a Bologna il governo pontificio. Il papa attua una politica di pacificazione e perdono: il «Giornale del Dipartimento del Reno» cambia nome in «Gazzetta di Bologna» mantenendo la stessa redazione.
Direttore del giornale per 26 anni, dal 15 gennaio 1833 al 12 giugno 1859 (fine del dominio pontificio), è l'avv. Carlo Monti. Durante la sua direzione, dal 17 marzo 1848 la Gazzetta di Bologna assume periodicità quotidiana.
Il 12 giugno 1859 la Giunta provvisoria di governo stabilisce la chiusura della Gazzetta. Al suo posto nasce il «Monitore di Bologna».

## Archivi
Esemplari della Gazzetta di Bologna sono conservati presso la Biblioteca Universitaria, il Museo del Risorgimento e la Biblioteca Comunale dell'Archiginnasio.